# 어울림 스피라
스피라(Oullim Spirra)는 한국의 어울림모터스가 만든 수제 스포츠카이다.

## 1세대
처음에는 프로토자동차(프로토모터스)에 의해 만들어졌다가 2007년, 프로토자동차가 어울림모터스로 합병되면서 현재의 모습으로 나왔다.
본래 이 모델은 2000년에 나온 PS-2라는 모델을 베이스로 하고 있었으나 2002년에 소폭의 디자인 변경과 함께 처음으로 스피라의 모습이 공개되었으며 2005년에 파워트레인을 갖춘 뉴 스피라의 모습이 공개되었다. 하지만 스피라는 프로토자동차의 어려운 자금 사정으로인해 양산되진 못했다. 결국 2007년, 자금난에 시달리던 프로토자동차가 어울림네트웍스에 인수되면서 회사명을 어울림모터스로 바꾸게 된다. 결국 스피라는 어울림모터스에서 최종 제작되었으며 일반도로의 형식승인을 취득한 모델이 2010년 4월에 출시되었다.
도로주행 사양이 나오기 훨씬 전인 2007년 12월에 레이싱 모델인 스피라 GT 270(Spirra GT270)이 공개되었다. GT 270은 V6 트윈터보 엔진으로 최고출력은 600마력을 기록했다.
스피라의 양산모델은 원래 2008년 5월에 출시될 예정이였으나 계속된 개발 지연과 충돌테스트 및 양산사 승인의 문제로 지연되어 실체 판매를 시작한 것은 2010년 4월부터이다. 가격은 기본형 5천만 원에 400마력 대의 슈퍼차져 엔진을 탑재한 스피라 S와 500마력대의 터보 엔진을 얹은 스피라 터보의 가격은 각각 1억 9백만 원, 1억 3천 만원으로 책정되었고 스피라의 트림으로는 N,ICONIC,Turbo,S,템페스타가
있다.
2008년 북경국제모터쇼에도 출품되었으며 2008년 8월에는 광복 63주년을 기념하기 위해 20대 한정 모델인 스피라 인디펜던스(Spirra Independence)가 소개 되었으나 실제 판매로 이어지지는 않았다.
레이싱에도 활동하고 있어 GT Masters에서 2승을 거둔 바 있으나 2008년 이후로는 별도의 레이스활동을 벌이지 않고 있다.

## 모터스포츠 전적

### 타임트라이얼
경기 장소는 용인 에버랜드 스피드웨이이다.
- 2008년 4월 13일의 제 1전 - 어울림모터스 레이싱팀 창단, 엔트리넘버 130번의 스피라 GT270, 타임트라이얼 슈퍼스프린트 SS-0 클래스 우승(드라이버 : 박정룡)
- 2008년 5월 12일의 제 2전 - 엔트리넘버 120번의 스피라2005(프로토타입), 타임트라이얼 슈퍼스프린트 SS-0 클래스 우승(드라이버 : 김범훈)
- 2008년 6월 8일의 제 3전 - 엔트리넘버 136번의 스피라2005, 예선 2위, 결선 B조 3위(드라이버 : 김범훈)
- 2008년 7월 6일의 제 4전 - 엔트리넘버 120번의 스피라2005, 슈퍼스프린트 SS-0 클래스 우승(드라이버 : 김범훈)
- 2008년 8월 24일의 제 5전 - 엔트리넘버 125번의 스피라2005, 슈퍼스프린트 SS-0 클래스 우승(드라이버 : 김범훈)

### GT Masters
※ GT Masters는 350마력 이상의 경주차들이 벌이는 레이스로 50바퀴를 돈다. 스피라(정확히는 스피라 GT270)는 제 2전부터 참가했으며 경기가 열리는 날은 타임트라이얼 챔피언십과 동일한 날이다. 스피라의 엔트리 넘버는 11번이며 드라이버는 박정룡 감독과 이승진 선수이다.
- GTM 제 2전(5월 12일) - 스피라 GT270, 예선 4위, 결선 완주 실패
- GTM 제 3전(6월 8일) - 비로 인한 No Game
- GTM 제 4전(7월 6일) - 예선 1위, 결선 7위
- GTM 제 5전(8월 24일) - 예선 1위, 결선 리타이어(드라이버샤프트 파손으로 인하여)
- GTM 제 6전(10월 12일) - 예선 1위, 결선 1위(첫 우승)
- GTM 제 7전(11월 9일) - 예선 1위, 결선 1위

## 제원

### 2005년 당시 프로토 스피라의 제원
- 전장(밀리미터) : 4,238
- 전폭(밀리미터) : 1,930
- 전고(밀리미터) : 1,175
- 축거(밀리미터) : 2,580
- 윤거(밀리미터) : 1,546(전), 1,638(후)
- 엔진 : V6 슈퍼차져, V8 자연흡기
- 최고출력(마력/알피엠) : 170/6,000(V6 2.7X 슈퍼차져), 320/5,800(V8 4.6X NA)
- 최대토크(킬로그램·미터/알피엠) : 22.4/4,250(V6 2.7X 슈퍼차져), 40.8/4,800(V8 4.6X NA)
- 최고속도 : 시속 250킬로미터(V6 2.7X 슈퍼차져), 시속 305킬로미터(V8 4.6X NA)
- 연비(킬로미터/리터) : -
- 배기량(씨씨) : 2,656(V6 2.7X 슈퍼차져), 4,601(V8 4.6X NA)
- 최소회전반경(미터) : -
- 타이어 : (V8 4.6X NA)(앞) 225/40R18, (뒤) 275/35R18

(V6 2.7X 슈퍼차져)(앞) 225/40R18, (뒤) 265/35R18

### 2008년 어울림 모터스 스피라 GT 270 (레이스카)제원
- 전장(밀리미터) : 4,387
- 전폭(밀리미터) : 1,956
- 전고(밀리미터) : 1,170
- 축거(밀리미터) : 2,660
- 윤거(밀리미터) : 1,590(전), 1,640(후)
- 엔진 : V6 트윈터보
- 최고출력(마력/알피엠) : 600/7,000
- 최대토크(킬로그램·미터/알피엠) : 67.2/5,500
- 최고속도 : 시속 338킬로미터
- 연비(킬로미터/리터) : -
- 배기량(씨씨) : 2,656
- 0 → 100km 가속 : 3.8초
- 최소회전반경(미터) : -
- 타이어 : -

### 2010년 스피라 S 양산차
- 전장(밀리미터) : 4,357
- 전폭(밀리미터) : 1,924
- 전고(밀리미터) : 1,216
- 축거(밀리미터) : 2,660
- 윤거(밀리미터) : 1,580(전), 1,610(후)
- 엔진 : V6 슈퍼차져, V6 싱글터보, V6 자연흡기
- 최고출력(마력/알피엠) : 400/6,000(터보차져)
- 최대토크(킬로그램·미터/알피엠) : 48/5,500(터보차져),
- 최고속도 : 시속 300킬로미터(터보차져)
- 연비(킬로미터/리터) : -
- 배기량(씨씨) : 2,656 (현대의 2.7리터 델타엔진베이스)
- 0 → 100km 가속 : 4.8초(터보차져),
- 최소회전반경(미터) : -
- 타이어 : 전륜 - P225/40R18, 후륜 - P275/40R18
- 승차정원 : 2명

## 에피소드
- GTM에서 4회 연속 예선에서 1위를 했다.
- 2008년 10월 12일에 방송된 시사매거진 2580에 스피라에 대한 기사가 나왔는데 이때 나온 레이싱 장면은 GTM 제 5전의 모습이다.
- 2009년 2월에 2009년형 모델을 공개했으며 출시가 늦어지는 이유로 국내 자동차 형식인증 문제를 지적했다.

## 같이 보기
- 현대 제네시스 쿠페
- 현대 제네시스